# Giuseppe Appiani (castrato)
Giuseppe Appiani (Milano, 29 aprile 1712 – Bologna, 2 giugno 1742) è stato un cantante castrato italiano.

## Biografia
Noto con i soprannomi di Appianino e Pianino, Giuseppe Appiani si formò con Nicola Porpora, maestro di Farinelli, Caffarelli e Salimbeni. Fece il suo debutto sulle scene il 26 novembre 1729 ne La contesa de’ numi di Leonardo Vinci, commissionata dal cardinale Melchior de Polignac. Esattamente un mese dopo, cantò al Teatro delle Dame, interpretando Erissena nella prima di Alessandro nell'Indie, sempre composto da Vinci.
Il 28 agosto 1730 fece il suo debutto al Teatro Regio Ducale della natia Milano come Sigismondo nell'Arminio di Johann Adolph Hasse. L'opera segnò la prima di numerose collaborazioni con Hasse e diede la possibilità al giovane Appiani di cantare con due dei maggiori cantanti dell'epoca, Faustina Bordoni e Giovanni Carestini. L'anno successivo cantò a Roma durante il carnevale, esibendosi come Emirena in Ciro riconosciuto di Francesco Araja e come Niceta nell'Evergete di Leonardo Leo al Teatro delle Dame.
L'autunno dello stesso anno segnò l'esordio sulle scene veneziane al Teatro San Giovanni Grisostomo, dove divise il palco ancora una volta con la Bordoni. A Venezia cantò i ruoli di Seleuco nello Scipione il Giovane di Luca Antonio Predieri (19 novembre), Argilio nell'Epaminonda di Geminiano Giacomelli (26 dicembre) e Olinto nel Demetrio di Hasse (10 febbraio 1732).
Nel 1733 cantò nel Tito Manlio di Carlo Francesco Pollarolo a Genova e in una Clemenza di Tito di autore ignoto. Negli anni successivi cantò prevalentemente a Milano, dove interpretò Cesare nel Cesare in Egitto di Giacomelli (1735), Epitide nella Merope di Giuseppe Ferdinando Brivio (1738) e Arbace in Artaserse di Christoph Willibald Gluck (1741). Il 10 gennaio 1739 fu assunto come "Kammersänger" alla corte imperiale di Vienna con uno stipendio di 1800 fiorini annui.
Il suo talento canoro era considerevole: Charles de Brosses lo ha descritto in una lettera come uno dei migliori castrati che avesse ascoltato in Italia e i salari di Appiani erano molto elevati. La sua ultima apparizione sulle scene, a Bologna nel 1742, gli valse un salario pari a 3400 lire. Durante le prove dell'Eumene di Niccolò Jommelli Appiano si ammalò e, pur riuscendo a cantare un'ultima volta, morì poche settimane dopo all'età di trent'anni.